# Erster Freideutscher Jugendtag

Eine Informationstafel mit einer kolorierten, nachgemalten Fotografie und ein Gedenkstein erinnern auf dem Hohen Meißner an den Ersten Freideutschen Jugendtag am 11. und 12. Oktober 1913.

Der Erste Freideutsche Jugendtag fand am Wochenende des 11. und 12. Oktobers 1913 auf dem Hohen Meißner als „Fest der Jugend“ und Treffen der Jugendbewegung mit 2000 bis 3000 Teilnehmern statt. Fast hundert Jahre nach dem Wartburgfest von 1817 war der Freideutsche Jugendtag das erste große Treffen einer sich emanzipierenden Jugend in Deutschland, hier der einladenden Jugendbünde.

## Geschichte
Ziel dieses – später auch Meißner-Tagung oder Hohe-Meißner-Treffen genannten – Jugendfestes war, die Geschlossenheit der Jugendbewegung mit Wandervögeln, Lebensreformern, reformierten Schüler- und Studentenverbindungen, Schulreformern und anderen Gruppen nach innen und außen zu demonstrieren.
Konkreter Anlass war der Wille nach einer Alternativveranstaltung zum Jubiläumsfest der Völkerschlacht bei Leipzig und der damit einhergehende gesellschaftskritische Protest gegen die im Oktober 1913 stattfindenden hurra-patriotischen und als unfestlich empfundenen Festakte des Kaiserreichs zur 100-Jahr-Feier der Völkerschlacht, die bereits im Zeichen des sich ankündigenden Ersten Weltkrieges standen.

### Vorbereitung
Die Initiative zum Alternativfest kam nicht aus den Wandervogelbünden, sondern aus den Reihen der jugendbewegten Studentenverbindungen. Die Idee wurde im Deutschen Bund abstinenter Studenten geboren und von der Deutschen Akademischen Freischar aufgegriffen und weiterverfolgt. In erster Linie stieß man sich am überhöhten Alkoholkonsum der zu dieser Zeit üblichen studentischen Festkommerse.
Ein erstes Treffen zur Vorbereitung fand Pfingsten 1913 in Jena statt. An diesem Treffen nahmen 13 Bünde teil, und hier wurden Name, Ort und grober Ablauf des Festes festgelegt. Der Name „Freideutscher Jugendtag“ basiert auf einen Vorschlag von Friedrich Wilhelm Fulda, dem Verantwortlichen der Wandervogel-Führerzeitschrift. Den Hohen Meißner als Ort empfahl Christian Schneehagen, Mitglied der Deutschen Akademischen Freischar und späterer Mitorganisator. Der Vorschlag, nach der eigenen Veranstaltung nach Leipzig zu fahren und vorweg ein „Kulturfest“ in Weimar oder Jena abzuhalten, wurde zugunsten des „Naturfestes“ auf dem Meißner abgelehnt.
Der erste Aufruf im Sommer 1913, erschienen in der Wandervogel-Führerzeitung (Heft 7, 1913), wurde im Namen der Deutschen Akademischen Freischar von Knud Ahlborn unterschrieben. Der zweite Aufruf erschien kurze Zeit später im Gaublatt „Nordmark“ des Wandervogel e. V. (Heft 4, 1913) und war erstmals von den veranstaltenden Bünden unterschrieben. Als Festleitung wurde Christian Schneehagen angegeben. Nach Schneehagen ist der rund 17 km lange Wanderweg zwischen dem Hohen Meißner und der Jugendburg Ludwigstein benannt. Auf der Burg trägt ein Zimmer seinen Namen.

### Ablauf

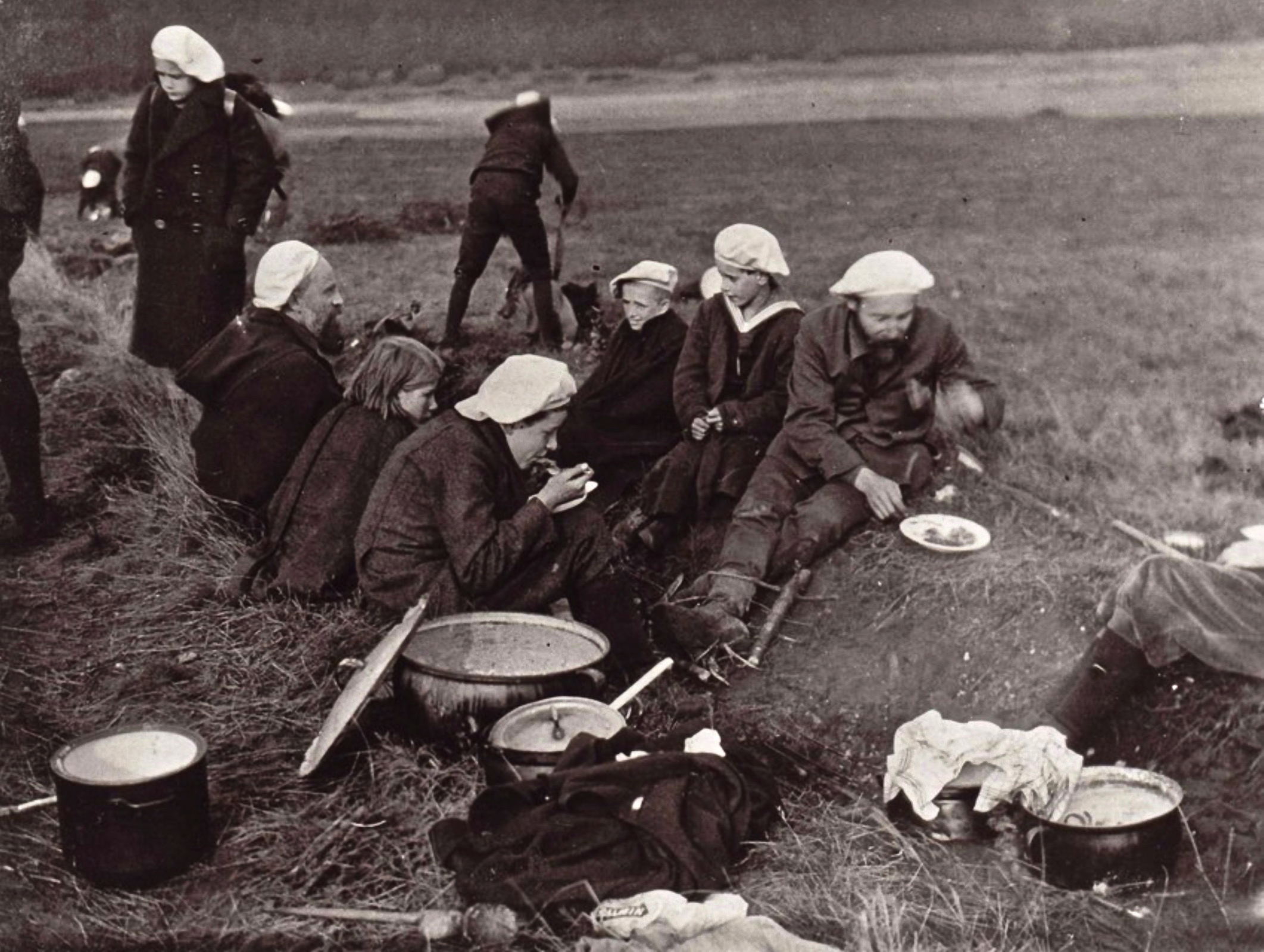
Schüler der Freien Schulgemeinde aus Wickersdorf bei Saalfeld im Thüringer Wald beim Ersten Freideutschen Jugendtag auf dem Hohen Meißner, mit Gustav Wyneken (links) und Schulleiter Martin Luserke (rechts)

Vor dem eigentlichen Fest trafen sich Vertreter der einzelnen Bünde am 10. Oktober 1913 in den Gemäuern der Burgruine Hanstein, um die einenden Motive der Freideutschen Jugendbewegung herauszustellen. Hier kam es schon wie im Vorlauf des Festes zu Meinungsverschiedenheiten zwischen den lebens- und jugendreformerischen Gruppen. Einleitende Worte hielt Bruno Lemke aus der Deutschen Akademischen Freischar. Er mahnte im Erinnerungsjahr der Völkerschlacht zur Einigkeit der Jugend und stellte die einzelnen Gruppen kurz vor. Nach Lemke kamen die Vertreter von 15 weiteren Verbänden zu Wort, darunter auch solche des Siedlerbundes und des Deutschnationalen Handlungsgehilfen-Verbandes (DHV), die nicht Teil der Freideutschen Jugend waren. Von Hans Paasche ist der Ausruf „Es brennt im deutschen Haus! Wir sind die Feuerwehr“ überliefert.
Der darauf folgende Sonnabend war ein regnerischer, nebliger Tag. Das Wetter konnte die Teilnehmer nicht abhalten, aus ihren Nachtquartieren und von Bahnhöfen aus auf den Hohen Meißner zu wandern. Genaue Zahlen sind nicht belegt, aber den Beschreibungen nach nahmen 2000 bis 3000 Menschen am Fest teil. Zur Mittagszeit verstreute man sich über den Hügel und aß – in kleinen Gruppen verteilt – aus den mitgebrachten Hordentöpfen. Nachmittags lockten sportliche Wettkämpfe, Chorgesang und Tanz. Abends zog man mit Fackeln zum Feuerstoß und lauschte den Worten Knud Ahlborns.
Sonntagvormittag sprachen Gustav Wyneken und Ferdinand Avenarius zu den Festteilnehmern. Aufgrund des schlechten Wetters versammelte man sich zum Abschluss des Festes in einem Großzelt zur Darbietung des Schauspiels Iphigenie, dargebracht vom Serakreis. Das Treffen lief nach dem offiziellen Ende mit Gesprächen und bei Gesang und Tanz langsam aus.

### Reden
Die einleitende Rede des Festes hielt am Abend des 11. Oktober der 44-jährige Theologe und Abgeordnete der linksliberalen Fortschrittlichen Volkspartei (FVP) Gottfried Traub. In seiner Rede zur Jahrhundertfeier ging er auf die Ereignisse im Jahre 1813 anlässlich der Befreiungskriege gegen Napoleon ein. Er verglich den damaligen Idealismus und Wagemut wohlwollend mit dem Geist der vor ihm versammelten Freideutschen Jugend, mahnte aber, den Patriotismus nicht für den eigenen oder politischen Nutzen zu missbrauchen. Dem gegenüber beschwor er Staatsbewusstsein und den Sinn für die Gemeinschaftlichkeit.
Ludwig Klages hielt ein zivilisationskritisches Grußwort.
Der 25-jährige Bundesführer der Deutschen Akademischen Freischar Knud Ahlborn forderte in seiner „Feuerrede“ die Gesellschaftsphänomene wie „Parteienkampf“, „Eigennutz“ und „entseelte Arbeit“ hinter sich zu lassen und diesen das „Gesunde und Echte“ entgegenzusetzen. Dabei forderte er von der neuen Generation politische Toleranz, „die auch den Gegner unserer eigenen Anschauungen, einfach weil er ein Wahrheitssuchender ist, anerkennt und ehrt“. Mit diesen liberalen Forderungen war er seinen älteren Mitrednern gedanklich voraus.
Die Rede des 38-jährigen Reformpädagogen Gustav Wyneken am Sonntagmorgen diente der Zusammenfassung und Wegweisung. Dies nutzte Wyneken, um auf mögliche Gefahren und Widersprüche der Bewegung hinzuweisen. Auch für Wyneken war die Erinnerung an die Völkerschlacht das „ewige Symbol der Vaterlandsliebe“. Doch ebenso wünschte er sich weniger als ein Jahr vor dem Ausbruch des Ersten Weltkrieges, dass nie der Tag erscheine, „wo des Krieges Horden“ die Heimat „durchtoben“, geschweige denn „wo wir gezwungen sind, den Krieg in die Täler eines fremden Volkes zu tragen“.
Martin Luserke leitete den ersten Meißner-Tag (12. Oktober) mit einer kurzen Rede ein, in der er auf Wynekens Rede vom Vorabend zurückgriff. Wyneken hatte mit Schärfe und Entschiedenheit die Eigengesetzlichkeit und Selbstherrlichkeit der Jugend betont. Demgegenüber bezeichnete Luserke die Jugend als eine Vorbereitungszeit, eine Zeit vom Erwachsenenleben – als der Zeit der Reife und des Wirkens – wesentlich abgekehrter Sammlung und der Reifung, in der man sich die großen grundlegenden, richtunggebenden inneren Werte erwerben müsse, die ein Leben lang vorhalten sollten. Luserke sprach gleichnishaft von Christus, der vor seiner öffentlichen Wirksamkeit auf 30 Tage in die Wüste ging, um sich zu sammeln. Die renommierte Frankfurter Zeitung, die über die Tagung auf dem Hohen Meißner ausführlich berichtete, nannte Luserkes Ansprache „das Beste und Feinste, was auf der ganzen Tagung gesagt worden ist“.
Abschließende Worte standen dem 56-jährigen Dichter Ferdinand Avenarius zu. In ihnen klangen zugleich die Bedenken und die Zuversicht der alten Generation an. Ebenso beklagte er das Fernbleiben der großen Verbände wie der Pfadfinder, der jungdeutschen und sozialdemokratischen Verbände, da damit ein möglicher Dialog der Jugend ausblieb. Er erinnerte die Abwesenden an die Wahrhaftigkeit, der sie sich verpflichtet hatten. In der Erwartung friedvoller Jahre waren seine letzten Worte: „Gott segne die Freideutsche Jugend. Auf Wiedersehen im nächsten Jahr.“

### Reaktionen
Über das Treffen auf dem Hohen Meißner wurde überregional berichtet. Am 11. Oktober, also vor dem eigentlichen Fest, beschränkte man sich mit dem Abdruck des gleichlautenden Agenturberichts von der Delegiertenkonferenz auf dem Hanstein. Zwischen dem 12. und 15. kam es dann zu ausführlicheren Artikeln mit überwiegend wohlwollender, aber auch teilweise kritischer Berichterstattung. Trotz der überwiegend positiven Berichte äußerten sich die Veranstalter enttäuscht. So führte Christian Schneehagen die „Bewegung im Deutschen Blätterwald, die der frische Herbstwind vom Hohen Meißner verursacht hat“, auf die „Volkskrankheit des Parteibrillentums“ zurück.
In den Zeitschriften der damals aktiven Bünde gab es zumeist zustimmende Berichte über das Fest (u. a. Deutsche Akademische Freischar, Bund Deutscher Wanderer, Jungwandervogel, Deutsche Vortruppbund). Der Wandervogel e. V. lud in seinen Schriften zwar zum Fest ein, blieb diesem dann aber offiziell fern und verzichtete auf einen Bericht. Der Alt-Wandervogel tat es ihm gleich und veranstaltete eine eigene Jahrhundertfeier am Grabe Theodor Körners.
Kritik am Meißnerfest findet sich in der Wandervogel-Führerzeitschrift sowie in den Schriften des „Freistudentischen Bundes“.
Alfred Toepfer, der als einziger auch am Meißnerfest im Jahr 1988 teilnahm, äußerte sich in Erinnerung an das erste Treffen wie folgt:
„Gefordert wurde ein schlichter, einfacher Lebensstil in Brüderlichkeit und Verpflichtung gegenüber der Allgemeinheit, eine kulturelle Erneuerung sowie Achtung und Friede gegenüber den übrigen Völkern. Es herrschte eine ungewöhnliche, jugendbewegte Hochstimmung.“

## Die Meißner-Formel
In Kurzform fand die Geisteshaltung der Freideutschen Jugend Ausdruck in der sogenannten Meißner-Formel, die als zwar allgemeiner, aber richtungsweisender Lebensgrundsatz insbesondere die bündische Jugendbewegung entscheidend prägte. Bei der Ausformulierung bediente man sich allem Anschein nach der Ideen und Reden von Johann Gottlieb Fichte, die er anlässlich der napoleonischen Besetzung und der Befreiungskriege zwischen 1806 und 1813 ausformuliert  hatte.
Die Meißner-Formel einschließlich der beiden letzten, nicht immer zitierten Sätze wird meist mit folgenden Worten wiedergegeben:
„Die Freideutsche Jugend will nach eigener Bestimmung, vor eigener Verantwortung, in innerer Wahrhaftigkeit ihr Leben gestalten. Für diese innere Freiheit tritt sie unter allen Umständen geschlossen ein.
Zur gegenseitigen Verständigung werden Freideutsche Jugendtage abgehalten.“
Die Worte der Meißnerformel werden zurückgeführt auf Knud Ahlborn, die er zusammen mit den jugendbewegten Ärzten Erwin von Hattingberg und Gustav Franke auf dem Weg zwischen Burg Hanstein und Meißner ausformuliert hatte. Ahlborn unterschrieb nicht nur den ersten Aufruf zum Fest, sondern war auch verantwortlich für die Gesamtleitung sowie die Feuerrede und wurde schließlich auch zum ersten Vorsitzenden des Ausschusses der Freideutschen Jugend gewählt.

## Der Kreis der Bünde
Ein Zusammenschluss der folgenden Vereinigungen, Jugendbünde und lebensreformerischen Gruppen hatte das Meißnertreffen Pfingsten 1913 in Jena (und Göttingen) vorbereitet und fungierte als Einladerkreis:
- Akademische Vereinigung Jena
- Akademische Vereinigung Marburg
- Bund Deutscher Wanderer
- Bund für freie Schulgemeinden
- Burschenschaft Vandalia Jena
- Deutsche Akademische Freischar
- Deutscher Bund abstinenter Studenten
- Deutscher Vortruppbund
- Freie Schulgemeinde Wickersdorf
- Germania – Bund abstinenter Schüler
- Landschulheim am Solling bei Holzminden
- Österreichischer Wandervogel
- Serakreis Jena
- Jung-Wandervogel
- Wandervogel e. V. (Dieser Bund zog als einziger seine offizielle Teilnahme kurz vor dem Treffen zurück)

Aus diesem Kreis, mit Ausnahme des Wandervogel e. V., ging als lose Dachorganisation die Freideutsche Jugend beziehungsweise der „Verband Freideutscher Jugend“ hervor. Dieser Einigungsversuch ist historisch allerdings als gescheitert zu bewerten.

## Bekannte Meißnerfahrer von 1913
- Knud Ahlborn, Arzt und Gründer der Volkshochschule Klappholttal auf Sylt
- Ferdinand Avenarius, Dichter
- Walter Benjamin, Philosoph und Literaturkritiker
- Karl Bittel, Historiker, Journalist und später Funktionär in der DDR
- Hans Bohnenkamp, Pädagoge und Hochschullehrer
- Siegfried Bernfeld, Reformpädagoge und Psychoanalytiker
- Rudolf Carnap, Philosoph
- Hermann Claudius, Lyriker und Erzähler
- Eugen Diederichs, Verleger
- Wilhelm Flitner, Pädagoge
- Adolf Grabowsky, Politikwissenschaftler
- Gusto Gräser, Dichter und Naturprophet
- Adolf Grimme, Kultusminister
- Julius Groß, Fotograf der Jugend- und Reformbewegungen
- Ludwig Gurlitt, Schulreformer
- Manfred Hausmann, Schriftsteller
- Fritz Helling, Pädagoge
- Helmut Hertling, Pädagoge und Friedensaktivist
- Max Hodann, Arzt, Sexualpädagoge und Eugeniker
- Walter Hösterey, (auch Walter Hammer) Verleger und Schriftsteller
- Wilm Hosenfeld, Pädagoge und Offizier
- Ludwig Klages, Philosoph
- Alfred Kurella, Schriftsteller, Übersetzer und später Kulturfunktionär der SED
- Friedrich Muck-Lamberty, Kunsthandwerker und Inflationsheiliger
- Gerhard Lütkens, Politiker
- Martin Luserke, Reformpädagoge und Schriftsteller[14]
- Enno Narten, Pädagoge
- Paul Natorp, Philosoph
- Friedrich Naumann, Politiker
- Theodor Neubauer, Pädagoge, Politiker (KPD), Widerstandskämpfer gegen das NS-Regime
- Herman Nohl, Pädagoge und Philosoph
- Hans Paasche, Schriftsteller
- Hermann Popert, Schriftsteller
- Gertrud Prellwitz, Schriftstellerin
- Hans Reichenbach, Philosoph
- Carlo Schmid, Staatsrechtler, Politiker (SPD)[15]
- Alexander Schwab, Politiker und Publizist
- Ernst Thrasolt, Priester, Lyriker und Pazifist
- Alfred Toepfer, Unternehmer, Stifter (nahm als einziger noch 75 Jahre später am Meißnertreffen 1988 teil)
- Bernhard Uffrecht, Reformpädagoge (war mit der freien Schulgemeinde Wickersdorf dort.)
- Paul Vogler, Arzt, Lehrstuhlinhaber an der Charite
- Herbert Weichmann, Erster Bürgermeister (Hamburg), SPD[15]
- Karl Wilker, Reformpädagoge
- Friedrich Wolf, Arzt, Schriftsteller und Politiker
- Gustav Wyneken, Reformpädagoge, wegen Kindesmissbrauchs verurteilt

## Historische Beschreibungen
Der Teilnehmer Hans Paasche hat einige Erlebnisse in idealistisch verfremdeter Form durch einen fiktiven afrikanischen Besucher beschrieben.   Diese wirken teilweise märchenhaft, drücken aber seine Begeisterung über die Freiheit und Freude dieses Treffens aus.

## Gedenken
Heute erinnert ein Basaltblock mit einer schlichten Gedenktafel an dem historischen Ort auf der Hausener Hute nahe dem Berggasthof „Hoher Meißner“  an das erste Meißnertreffen. In dessen Nähe wird noch eine Informationstafel über das Jugendtreffen aufgestellt.
Auch eine Bronzetafel auf der nahegelegenen Jugendburg Ludwigstein erinnert an den Ersten Freideutschen Jugendtag, zu dessen 50. Jahrestag der dortige Meißnerbau benannt und eingeweiht wurde. In ihm befindet sich auch der sogenannte Meißnersaal als größter Saal der Burg.
Das Bild Lichtgebet des Künstlers Fidus wurde durch die Verwendung auf dem Treffen international bekannt. Als Ansichtskarte wurde es in seiner sechsten Fassung auf dem Treffen massenhaft vertrieben und konnte so zum Kultbild der Reformbewegung werden.
Der Berg „Meißner“ wurde erst durch dieses Treffen als „Hoher Meißner“ überregional bezeichnet. In Wandervogelkreisen war er zwar schon Jahre zuvor so genannt worden, aber erst die besondere hohe („heilige“) Stimmung des Festes und die entsprechende Berichterstattung brachten eine allgemein gebräuchliche Benutzung dieses Namenszusatzes mit sich.

## Spätere Freideutsche Jugendtage und Erinnerungsfeste

### 1923
Als Erinnerungsfest des Ersten Freideutschen Jugendtages kam man 1923 zum Zweiten Freideutschen Jugendtag zusammen. Auf der „Tagung auf dem Hohen Meißner“ kam ein Aspekt des Gedenkens hinzu, die Erinnerung und das Gedenken an die im Ersten Weltkrieg gefallenen Wandervögel.

### Zwischenzeit (1933–1953)
1933, zwanzig Jahre nach dem Meißnerfest, versuchten die Nationalsozialisten, die Jugendbewegung für sich zu vereinnahmen, obwohl sie noch einige Monate zuvor mit dem Verbot des Großdeutschen Bundes die freie Jugendbewegung per Diktat aufgelöst hatten. In der Jugendburg Ludwigstein wurde zudem der Gedenkraum für die im Ersten Weltkrieg gefallenen Wandervögel eingeweiht und damit der Wiederaufbau der Burg offiziell für beendet erklärt.
Am 13. Oktober 1946 trafen sich auf dem Hohen Meißner an die Tausend Vertreter unterschiedlichster Jugendorganisationen zu einem „Tag der Jungen Generation“. In Anknüpfung an den Meißnertag von 1913 verabschiedete man eine Proklamation, wonach die junge Generation in einem „Bund der Bünde“ „mit innerer Wahrhaftigkeit […] dem Völkerfrieden dienen“ will. Im selben Jahr kam es zu dem Vorschlag, auf dem Hohen Meißner eine neue Bundeshauptstadt zu errichten. Dazu sollte es nicht kommen, und auch der angestrebte Großbund blieb aus.
1953 erschien im Voggenreiter-Verlag (Godesberg), herausgegeben von Knud Ahlborn, eine „Kurze Chronik“ der Freideutschen Jugendbewegung. Im selben Jahr wurde unter seinem Einfluss die fkk-jugend gegründet.

### 1963
Anlässlich des 50. Jahrestages kam es 1963 zum Dritten Freideutschen Jugendtag. Als Ergebnis dieses Treffen beschlossen einige der jungen Bünde eine engere Zusammenarbeit, die 1966 zur Gründung des Ringes junger Bünde führte. Auch hier wurde eine eigene Grundsatzerklärung verabschiedet, in der es abschließend heißt:
„[…] Wir wissen, daß der Versuch der bündischen Jugend, ein Leben in Freiheit zu führen, für ihre Mitglieder wie für die Gesellschaft ein Wagnis bedeutet. Wir fordern von einer Gesellschaft, die der Freiheit verpflichtet ist, dieses Wagnis nicht nur zu dulden, sondern ihm den nötigen Raum zu sichern. Wir wehren uns gegen alle Bestrebungen, die uns diesen Raum einengen.
Da unser Bemühen um Selbstverwirklichung nur in einem freien Staat gelingen kann, verpflichten wir uns, die uns anvertraute Jugend von der Idee des demokratischen Rechtsstaates zu überzeugen. Wir hoffen, daß auch der Teil der deutschen Jugend, dem alles dies verwehrt ist, eines Tages mit uns ein Leben in Freiheit führen kann. Für die Freiheit des Jugendlichen, sich mit Freunden zu einer Gruppe zusammenzuschließen, um in Verantwortung vor dem eigenen Gewissen wie in Verpflichtung für die Gesellschaft ein Jugendleben in eigener Bestimmung zu gestalten, tritt die bündische Jugend unter allen Umständen geschlossen ein.“

### 1988

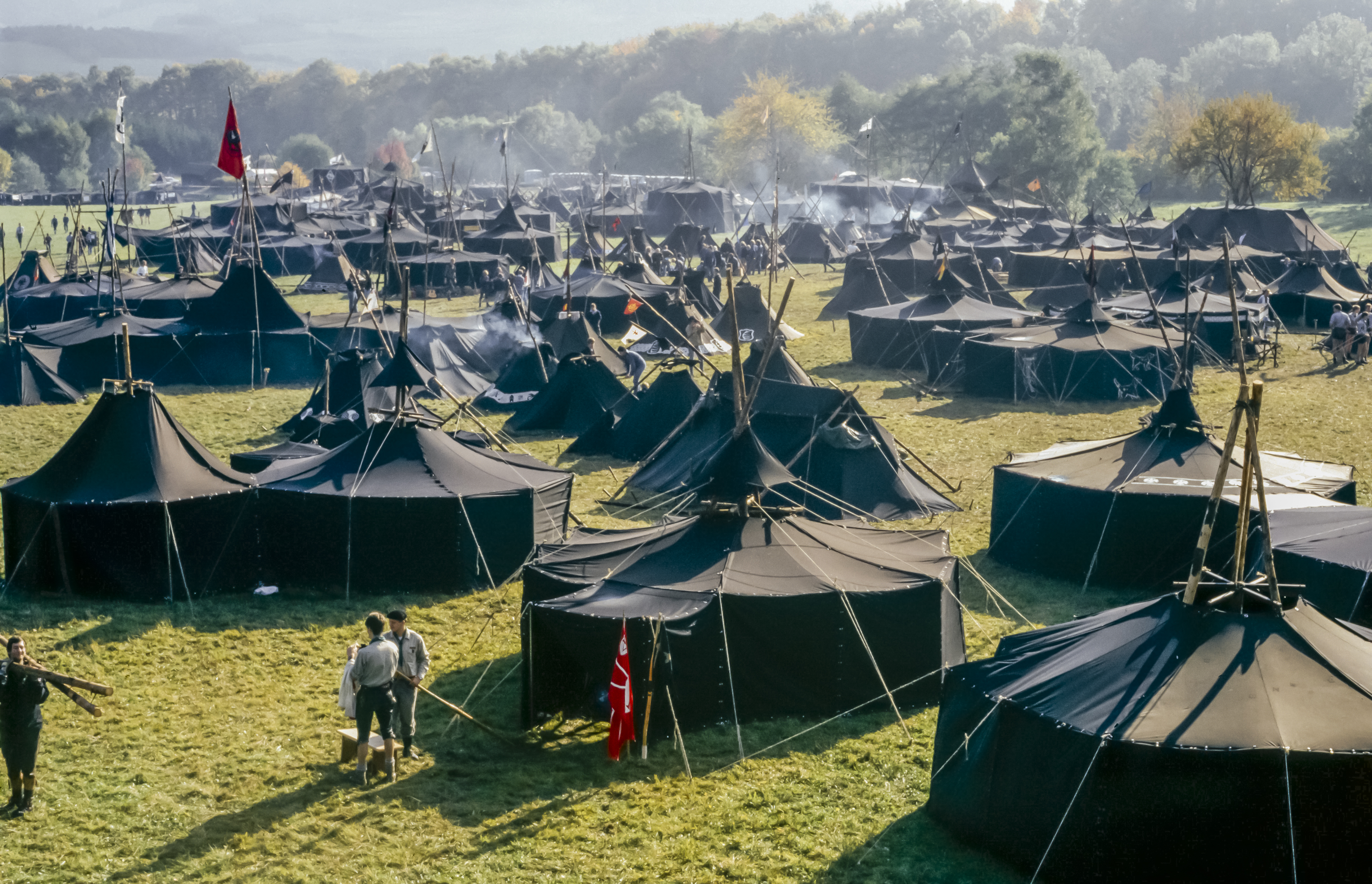
Meißnerlager 1988

Auch zum 75. Jahrestag des Freideutschen Jugendtages kam es zu einem Treffen auf dem Hohen Meißner. Am Meißnertreffen nahmen mehrere Tausend Jugendbewegte aus unterschiedlichsten Bünden teil. Man verabschiedete folgende Erklärung:
„Mit Betroffenheit verfolgen wir den Weg, auf dem die heutige Zivilisation voranschreitet. Die unverantwortliche Zerstörung der Natur, die Vereinsamung der Menschen und die Abkehr von Qualitäten des Lebens gefährden die Existenz der Erde und ihrer Geschöpfe.
In der Suche nach einem neuen würdigen Weg der menschlichen Kultur sehen wir die Aufgabe eines jeden, der der heutigen Zeit gerecht werden will. Ihre gemeinsame Suche wollen die einzelnen Bünde, Gruppen und Persönlichkeiten im Sinne der Meißner-Formel von 1913 nach eigener Bestimmung, vor eigener Verantwortung und in innerer Wahrhaftigkeit gestalten.“

### 2013
Zum 100. Jahrestag des Freideutschen Jugendtages im Oktober 2013 fanden wie 1988 mehrere Gedenkveranstaltungen in der Nähe des Hohen Meißners statt.